# 夏威夷一百五十周年纪念半美元
夏威夷一百五十周年纪念半美元（英語：Hawaii Sesquicentennial half dollar）是美国铸币局1928年铸造的一种银质硬币，纪念第一位欧洲人詹姆斯·库克船长登上夏威夷群岛150周年。银币正面是库克船长的侧脸，背面则是夏威夷原住民酋长。铸币局一共只生产一万枚向公众发售，所以这种纪念币稀有而珍贵。
1927年，夏威夷领地通过决议，呼吁美国政府发行纪念币，纪念库克抵达夏威夷150周年。美国财政部长安德鲁·W·梅隆觉得此项提议理据充分，所以没有像针对其它硬币发行建议那样表态反对。授权发行夏威夷半美元的法案在国会顺利通过，不但没有议员反对，也没有任何人提出修正案，再于1928年3月7日经卡尔文·柯立芝总统签字生效。
雕塑家切斯特·比奇根据朱丽叶·梅·弗雷泽的草图制出纪念币的石膏模型。不过，比奇的设计方案未能顺利获批，铸币局和夏威夷领地的国会代表维克多·休斯敦都提出意见。这些意见解决后，纪念币终于投产。夏威夷一百五十周年纪念半美元的发行价达二美元，创下半美元纪念币新高，但很快就销售一空并快速升值，如今单价至少也有上千美元。

## 构想
夏威夷一百五十周年纪念半美元旨在纪念詹姆斯·库克船长发现夏威夷群岛150周年，他也是第一名登上该群岛的欧洲人。库克是在1778年1月登陆夏威夷，次年2月在当地逝世，规划方将纪念日期定在两者中途，即1928年8月。夏威夷领地议会通过决议，同意给予此次周年庆祝活动正式地位，请求联邦政府派出军队参与庆典。决议中还希望政府邀请英国（库克效忠的国家）及其它国家参与，并发行半美元硬币和邮票作为纪念。此时纪念币并非政府直接销售，而是由国会经授权法案指定某个组织独家拥有以面值买下所有硬币、再加价转手卖给公众的权利。国会最终授权夏威夷库克150周年委员会拥有上述权利。
小布鲁斯·卡特赖特（Bruce Cartwright, Jr.）是库克委员会中挑选硬币设计方案的负责人。经热心公益的埃塞温·卡斯特夫人（Mrs. Ethelwyn Castle）安排，卡特赖特同夏威夷当地艺术家朱丽叶·梅·弗雷泽（Juliette May Fraser）会面。卡特赖特自行备有漫画风格图案，上面的库克形象面朝右侧，是根据原属女王艾玛的威治伍德牌匾绘制。弗雷泽只花了不到两天时间就备出多份草图。11月2日，美国美术委员会主席查尔斯·摩尔（Charles Moore）致信铸币局助理局长玛丽·玛格丽特·奥赖利，称弗雷泽的草图非常出色，肯定能顺利转化成硬币图案。
经雕塑家罗拉多·塔夫特（Lorado Taft）提议，美术委员会认定野牛镍币的设计者詹姆斯·厄尔·弗雷泽（James Earle Fraser，同朱丽叶·梅·弗雷泽没有关联）是将草图转化成石膏模型的最佳人选，铸币局接下来可以利用石膏模型制出铸币金属模具和出币毂。詹姆斯·弗雷泽提议设计和平银元的安东尼·德·弗朗西斯科代劳（Anthony de Francisci），但最终入选的是雕塑家切斯特·比奇（Chester Beach）。

## 立法
钱币史学家唐·塔克西（Don Taxay）认为，考虑到授权发行夏威夷半美元的法案递交国会时，各项准备工作已经开始，很可能众议院铸币和度量衡委员会之前就已达成一致，决定支持发行纪念币。1927年12月5日，夏威夷领地驻国会代表维克多·斯图尔特·卡利奥罗哈·休斯敦（Victor Stewart Kaleoaloha Houston）在联邦众议院提出授权法案。法案转交铸币和度量衡委员会，委员会主席、新泽西州众议员伦道夫·帕金斯（Randolph Perkins）于1928年1月23日举行听证。休斯敦到场支持法案，并且还带来财政部长安德鲁·W·梅隆明确表示不会反对法案的声明，这令在场委员颇感惊讶。梅隆一向不支持发行纪念币，要求以奖章或勋章代替，三年前的挪威裔美国人勋章就是这样诞生，当时提出发行纪念币的明尼苏达州众议员奥莱·卡维尔（Ole J. Kvale）如今已是铸币和度量衡委员会委员，当年他就是因为财政部的反对意见被迫让步。对此，卡维尔表示“非常有兴趣知道夏威夷的先生们到底是通过多么有说服力的手段，才能换来如此青眼相看的报告。”作为挪威裔美国人的后代，卡维尔还问：“对那片领地的约3万5000名白人如此优待，却要这样歧视美国（本土）的250万人，这究竟是何道理？”
休斯敦回应称，他没有前去财政部为纪念币游说。帕金斯推测，部长此举可能是因为硬币发行地远离美国本土，但他随后承诺会尝试了解更多内幕。休斯敦还向委员会称，这些半美元只是给“那些参与庆典的人留作纪念，只要来到这里（指夏威夷）参加庆祝活动，无论是外国人还是本国居民都可以得到（这种纪念币）。”卡维尔表示愿意投票赞成法案；密西西比州众议员比尔·洛厄里（Bill G. Lowrey）表示，他此前就已明确表示不会投票支持任何硬币授权法案；帕金斯此时称，洛厄里的确已经清楚表明立场。1928年2月1日，帕金斯向众议院递交报告详述夏威夷半美元背后的历史，称委员会支持法案通过。
1928年2月20日，法案经联邦众议院表决通过，而且没有议员反对。次日法案抵达联邦参议院，然后转交银行和货币委员会审核。2月27日，南达科他州联邦参议员彼得·诺伯克（Peter Norbeck）向参议院回报，委员会对法案没有修改意见，同时附上财政部长梅隆2月13日所写的信，梅隆在信中表示，他通常只关注纪念币的发行数量。在他看来，这次由夏威夷领地政府发起的庆祝活动对于整个美国来说都很有意义。1928年3月2日，法案经联邦参议院表决通过，同样无人反对，再于同月7日经卡尔文·柯立芝总统签字生效。法案授权为此次150周年庆典发行最多1万枚半美元，夏威夷库克150周年委员会在发售这些纪念币过程中获得的利润須用来在夏威夷领地的档案馆建立詹姆斯·库克船长收藏品区。

## 准备
1928年3月12日，切斯特·比奇接受委托，朱丽叶·弗雷泽的草图很快送到他手上。4月7日，他把完成的石膏模型送到铸币局，并将照片送交美术委员会，但换来的反应都很不理想。铸币局批准硬币浮雕太高，很难缩小成硬币尺寸的出币毂。4月19日，铸币局首席雕刻师约翰·辛诺克（John R. Sinnock）写下备忘，称硬币两面浮雕最高的地方都在设计图案的同一位置，这会给硬币投产带来极大困难。比奇同意将设计方案中任何过高的位置调低，避免对铸币生产造成困难。
休斯敦也对纪念币设计提出一大串意见。例如，比奇在酋长腿上刻有脚镯，休斯敦觉得夏威夷原住民酋长根本不会戴这种东西。比奇为部分意见针对的设计元素据理力争，同时承诺会按其它建议修改，但这个脚镯还是在休斯的坚持下移除。然而这依然不能让休斯敦满意，他还对图案上棕榈树的形状不满。比奇呈交最终石膏模型，称除非铸币局要求，否则他不会考虑再做修改。他还致信摩尔表示：“我觉得休斯敦先生想要的应该让把雕塑家及其家人都带到夏威夷，让我们在椰子树下生活一段时间，吸收一下那片天堂的氛围。”
美术委员会最终表态支持比奇的设计方案，奥赖利于5月9日致信比奇，称设计稿已获财政部长批准。

## 设计

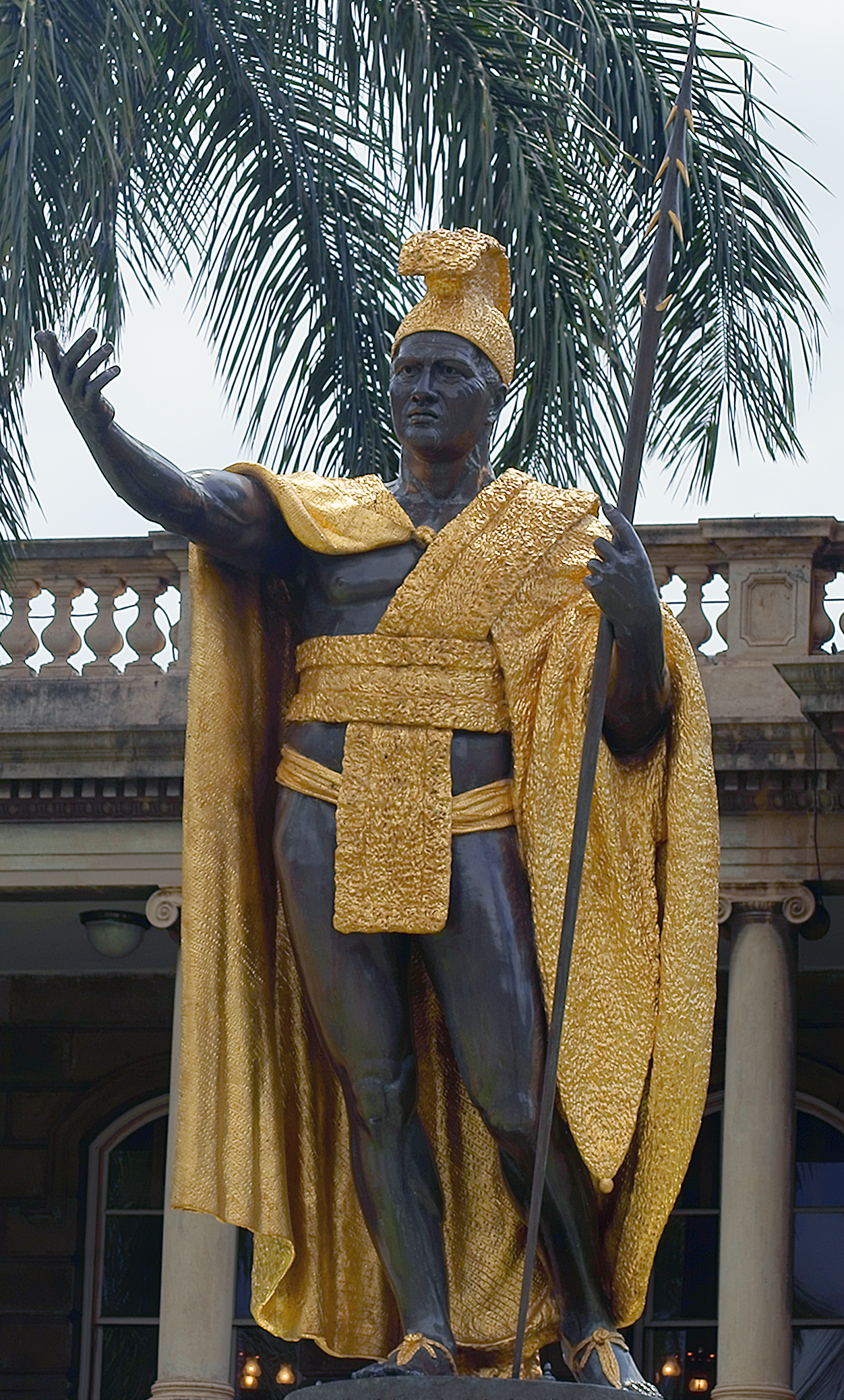
位于檀香山的卡美哈梅哈一世雕像

夏威夷一百五十周年纪念半美元的正面是詹姆斯·库克船长的肖像，他面朝硬币左侧的指南针，指南针左侧和下方还有铭文（“詹姆斯·库克船长，夏威夷的发现者”），夏威夷位于美国本土西侧，所以库克的眼睛也看往西方。硬币右侧是格言（“我们相信上帝”），最上方还有国家的全名（“美利坚合众国”），最下方的面值字样（“半美元”）两侧各有四个三角形，分别代表夏威夷群岛中最大的八座火山岛：欧胡岛、茂宜岛、考艾岛、夏威夷大岛、尼豪岛、拉奈岛、卡胡拉威岛和摩洛凯岛。纪念币右下角还有设计师的姓名首字母缩写。
半美元背面是根据托马斯·里奇韦·古尔德（Thomas R. Gould）创作的卡美哈梅哈一世国王雕像设计，旨在“象征（夏威夷）王国过去和未来的辉煌”。这座雕像于1883年在檀香山市中心落成，用于取代之前从德国运来但沉入大海的雕像，原版雕像于1880年完成，经打捞上岸后立在夏威夷岛的柯哈拉（Kohala）。纪念币上的卡美哈梅哈一世身着礼服，站在山顶，右手向硬币左侧伸出。他代表夏威夷从此不再籍籍无名。酋长身侧有棵比他更高的棕榈树，意在象征浪漫风情。卡美哈梅哈一世身后的背景是威基基海滩和钻石头山，代表历史和古迹。背面的铭文很少，只有（“合众为一”）和150周年起止年份1778 1928。拉丁语格言下方还有蕨类植物，休斯敦本要求去掉这些植物，但比奇认为这可以让整个图案更趋平衡，所以坚持保留。朱丽叶·弗雷泽绘有多幅草图，其基本设计要素完全相同，只是酋长的姿势和钻石头山的位置有区别。
艺术史学家科尼利厄斯·弗缪尔（Cornelius Vermeule）曾在有关美国硬币、奖章和勋章的著作中指出，夏威夷一百五十周年纪念半美元正面的着装半身像虽然大而扁平，但整体图案实在“太过拥挤”，同时背面设计包含的元素“对于小硬币来说也实在太多了”。在他看来，切斯特·比奇设计这枚纪念币的功劳比1925年的列克星敦－康科德150周年纪念半美元大不了多少。

## 生产、发售和收藏
1928年6月，费城铸币局共计生产一万零八枚夏威夷一百五十周年纪念半美元，其中超出国会授权的八枚由铸币局保留，等待1929年美国化验委员会的年度检测。一万枚中共有50枚经特别喷砂处理，作为精制币呈交个人及多家机构，如夏威夷库克150周年委员会委员、柯立芝总统和英国海军部。余下的9950枚中半数在夏威夷群岛销售，另外一半为其他地区订购保留。纪念币销售由夏威夷银行代表库克150周年委员会负责。硬币单价二美元，创下美国半美元纪念币新高。

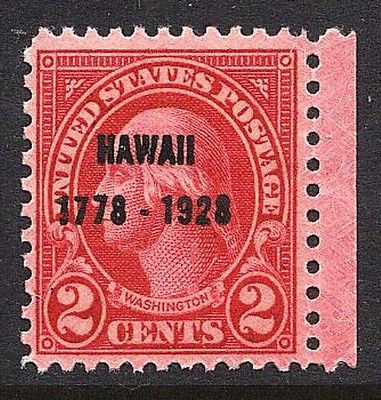
美国邮政部为此次150周年纪念特别发行的邮票

半美元于1928年10月8日开始销售，并且很快就已脱销。据钱币学家安东尼·斯沃泰克（Anthony Swiatek）和沃尔特·布林（Walter Breen）合著的纪念币著作记载，这种纪念币虽然“从未有过任何丑闻”，但也有未经证实的传言称夏威夷发售的硬币遭到囤积，数额高达1500，目的是让硬币暂时不在市场上发售。囤积起来的纪念币中有137枚是夏威夷银行向雇员销售的配额。用于展示的纪念币被盗后，银行总裁将余下的硬币收入金库，一直到1986年才拿出来拍卖。购买夏威夷一百五十周年纪念半美元的许多人都不是收藏家，导致硬币处理失当，成色不佳。
库克船长纪念收藏如今放在檀香山的毕晓普博物馆，其中有部分品就是用本次纪念币发售所获收益购买。夏威夷一百五十周年纪念半美元是最罕见的半美元纪念币，根据理查德·约曼（Richard S. Yeoman）2015年版的《美国钱币指南手册》（A Guide Book of United States Coins），其价格视成色而定在1850至1万1000美元之间。喷砂处理的精制币价格高达五万美元，但已多年没有在拍卖市场中亮相。2013年，一枚常规版夏威夷半美元经拍卖以2万5850美元价格成交。此外，市场上还出现过至少三种仿冒品。

### 脚注
1. ↑  House hearings，第2–5頁.
2. ↑  Slabaugh，第3–5頁.
3. ↑  House hearings，第1頁.
4. 1 2 3 4  Medcalf & Russell，第50頁.
5. ↑  Taxay，第124頁.
6. ↑  Flynn，第276–277頁.
7. ↑  Taxay，第123頁.
8. 1 2  70 Bill Profile H.R. 81 (1927–1929).
9. ↑  House hearings，第1–3頁.
10. ↑  House hearings，第4頁.
11. ↑  House hearings，第3–4頁.
12. ↑  House hearings，第4–5頁.
13. ↑  House Committee on Coinage, Weights and Measures.
14. ↑  1928 Congressional Record, Vol. 74, Page 3278–3279 (1928-04-20)
15. ↑  Senate Committee on Banking and Currency.
16. ↑  1928 Congressional Record, Vol. 74, Page 3949 (1928-03-02)
17. ↑  Taxay，第123–127頁.
18. ↑  Flynn，第98頁.
19. ↑  Taxay，第130頁.
20. ↑  Taxay，第128–131頁.
21. ↑  Taxay，第131頁.
22. ↑  Swiatek，第211頁.
23. ↑  Flynn，第278頁.
24. 1 2  Slabaugh，第84頁.
25. ↑  Swiatek，第212頁.
26. ↑  Taxay，第129頁.
27. ↑  Vermeule，第174–175頁.
28. ↑  Vermeule，第174頁.
29. 1 2  Bowers，第237頁.
30. ↑  Swiatek & Breen，第96頁.
31. ↑  Bowers，第238頁.
32. ↑  Swiatek & Breen，第96–97頁.
33. 1 2  Medcalf & Russell，第48頁.
34. ↑  Flynn，第97頁.
35. ↑  Yeoman，第1138–1139頁.